# Januszno
Januszno – wieś w Polsce położona w województwie mazowieckim, w powiecie radomskim, w gminie Pionki. Ma status sołectwa. Leży nad Zagożdżonką
| SIMC    | Nazwa  | Rodzaj    |
| ------- | ------ | --------- |
| 0630741 | Bubek  | część wsi |
| 0630758 | Osowie | część wsi |

W latach 1954–1968 wieś należała i była siedzibą władz gromady Januszno, po jej zniesieniu w gromadzie Pionki. W latach 1957–1975 miejscowość administracyjnie należała do województwa kieleckiego, następnie w latach 1975–1998 do województwa radomskiego.
Przez Januszno przechodzi  zielony szlak turystyczny: Zwoleń – Sucha – Pionki – Januszno – Garbatka-Letnisko – Sieciechów – Dęblin – Kock.
Wierni Kościoła rzymskokatolickiego należą do parafii Najświętszej Maryi Panny Królowej Polski w Pionkach.